# 多枝扁莎
多枝扁莎（学名：Cyperus polystachyos）为莎草科莎草属下的一个种。

## 扩展阅读
- 維基物種上的相關：多枝扁莎